# キカイダー01
『キカイダー01』（キカイダーゼロワン）は、『人造人間キカイダー』の続編として放送された、石森章太郎原作の特撮テレビ番組、または、その主人公が変身するヒーローの名前。1973年5月12日から1974年3月30日までNETテレビ（現：テレビ朝日）系で、毎週土曜日20：00 - 20：30に全46話が放送された。
漫画版『人造人間キカイダー』の01登場後とはキャラクターの設定などが異なる。
2001年にOVA『キカイダー01 THE ANIMATION』が作られているが、これは漫画版『人造人間キカイダー』の後半部分をアニメ化した作品。

## 概要
NETテレビは、1972年（昭和47年）に当時土曜夜20時台からの1時間枠で、視聴率トップを占め「お化け番組」と呼ばれた『8時だョ!全員集合』に対抗し、同時間枠にアニメ番組との組み合わせで「変身大会」と銘打ったプログラムを企画して『人造人間キカイダー』を放映していた。この「変身大会」は予想以上のヒット企画となり、後半のアニメ番組と併せて『8時だョ!全員集合』によく対抗してみせた。こうして、『キカイダー』の続編の製作は1973年の年明け早々に決定されることとなった。内容は前作の続編として、キカイダー / ジローも引き続き登場することになった。ネーミングは難航したが、最終的に『キカイダー01』と『01キカイダー』の2つの案が残り、『キカイダー01』に決められた。主人公イチローのキャラクター性は、前作でジローのメンタル性が不評であったことから、従来のヒーロー像的な頼れる兄と設定され、気迫で押し切る作風が目指された。企画書は1冊のみで、内容もシャドウ登場編まで実際の作品との差異は少なく、企画は円滑に進んだとされる。
しかし、『キカイダー』の撮影は遅れ気味で、その後番組である『01』のスケジュールも余裕のあるものではなかった。夜20時台のスポンサー料の高騰によって番組のスポンサーがつかず、制作予算も不足しており、新番組の態勢は充分なものではなかった。スタッフは、新番組の敵キャラクターとして『キカイダー』で人気を得たハカイダーを再登場させることにより、スケジュールや予算の問題の解決を図ったが、決定的な解決には至らなかった。ロボットの着ぐるみは、『キカイダー』で使われたものの改造・流用が多く、ロボットの空中爆発など一部の映像は『キカイダー』からの流用だった。第35話以降はゲストロボットの衣装の簡素化が顕著になり、シャドウロボットのデザイナーとして途中参加した米谷佳晃は自身がデザインした第33話のビッグゴリラとミニゴリラの2体が新規造形の着ぐるみとなったことで予算超過をもたらしたのではないかと推測している。
3月に開始された撮影に予算不足などの問題点こそあったものの、ドラマは初期の伏線である最終兵器争奪戦の解決や敵組織の交代など、順調に進展した。しかし、ジロー役の伴大介が『イナズマン』の主役に決定したため、第2クール後半から本作品への出演が難しくなった。そのため、第30話より01のパートナーとして、女性型の人造人間ビジンダーが登場した。ビジンダーの人間態であるマリ役には、当時JACに所属していた高校生の志穂美悦子が、千葉真一による強力な推薦もあって配役された。
東映プロデューサーの吉川進やメインライターの長坂秀佳は、次第にイチローのヒーロー性に疑問を感じるようになり、多岐多彩で人間的な厚みを持つハカイダーやビジンダー、ワルダーらに意識が向いていき、後半はこれらを中心としたストーリー展開となった。吉川は特にビジンダーに力を入れていたといい、終盤は実質的にビジンダーが主役になっていたと述懐している。
こうして様々なハプニングがあったものの、前作『キカイダー』の「勧善懲悪のヒーロー作品としての基本線を保ちつつ、原作の特色を生かした重厚なドラマを展開する」というメインライターの長坂のストーリーラインをさらに発展させた後半の重厚なドラマ展開が幅広い層に受け、作品そのものの人気は高くなって大団円を迎えた。
次回作も考えられていたが、「変身大会」という番組枠自体がなくなってしまったため、キカイダーシリーズは終了した。
なお、第35話ではパン屋の店員役として歌手の小林幸子が「小林さち子」名義で出演している。また、ハワイでは前作の人気を受けてKIKUで放送されたが、初放送時は人気が出ずに打ち切られた。
2022年3月9日、毎週水曜17:00より東映チャンネルの『石ノ森章太郎劇場』枠で2話ずつ再放送されている。同局では過去にも繰り返し再放送されている。

## あらすじ
光明寺博士が開発した正義のアンドロイド「キカイダー」がダークを壊滅させてから3年。プロフェッサーギルとダーク最高の科学者の脳を移植して蘇ったハカイダーが、ハカイダー部隊を結成して世界征服に乗り出した。そして、その目的実現のために謎の少年アキラが持つ秘密を手に入れようとアキラを執拗に狙う。だが、仁王像に封印されていたキカイダー01の回路が悪の活動を感知し、長い眠りから復活した。ここに01とキカイダー対ハカイダー部隊の戦いが始まった。

## 登場キャラクター

### キカイダー01
キカイダー01
光明寺博士によってキカイダー ＝ ジローより先に製作された人造人間。キカイダーのような「不完全な良心回路」は取付けられていない。劇中ではギルの笛の音に効果を全く受けないことや、弱者を抑圧するものに対して迷いなく戦うなど「完全な良心回路」を持っていると推測される描写があるが、明言はされていない（原作漫画では、当初から良心回路自体が取り付けられていないため、善悪の葛藤に悩むことはない）。またキカイダーと違い相手が悪人であっても人間には危害を加えることができないなど、善悪の判断基準にはやや問題がある。光明寺博士によって、日本をとりまく悪のエネルギーが増大した時に眠りから醒めるようにセットされた上で仁王像の中に3年間封印されていた。そして、ハカイダー部隊の破壊活動に反応して活動を開始した。移動や戦闘に際しては、空中飛行（第7話など）や水上走行（第9話）、また宇宙飛行（第25話）も可能な01専用の特殊サイドカー「ダブルマシン」を乗用する。動力源として頭部にある太陽電池により発生するエネルギーで活動する。ゆえに、常時太陽光が得られる場所ではキカイダーよりも強力だが、ハカイダーが発生させた黒雲下（第7話）や日没後、洞窟内、海底など太陽光が届かない場所では出力が10分の1になってしまう。太陽エネルギーを取り入れやすくするため内部機械の露出部位が多い。キカイダーとはカラーリングが逆で右半身が赤く、左半身が青い。得意技はゼロワンカット、ゼロワンドライバー。必殺技はブラストエンド。パワーはキカイダーに勝るが、聴力、視力は後に造られたキカイダーに後れをとる。のちにザダムの念力に対抗するため念力遮断回路が組み込まれた。
イチロー
キカイダー01の人間態。その容姿は何者かの人間をモデルにしたものなのか一切不明。ジーンズルックに赤いジャケットを着用、01マークが入った青いヘルメットをかぶり背中に白いトランペットを背負うといった派手ないでたちがトレードマーク。この白いトランペットで独特のメロディーを吹きながら高所より登場し、「悪のあるところ必ず現れ、悪の行われるところ必ずゆく、正義の戦士キカイダー01！」と口上して前方宙返りで敵陣へと飛込む。01形態時にも使用するダブルマシンを普段から乗用している。迷いなく弱者を守るために闘う半面、弱者＝女子供には弱く、無茶な頼みでも断ることができない。前半は日没後や太陽光が届かない場所では変身できない（同時にパワーが半減する）という設定だったが、後半からはなぜか夜間でも変身して光線技を使用するシーンが存在する。目には敵の正体を暴く透視光線や光線感知器（28話で使用）が装備されている。光線感知器は故障しても大量のエネルギーにより修復される。わずかな物音や電波を感知するゼロワンイヤー、ヘルメットから強烈な光を放つゼロワンズサン（第27話で使用）も使用可能。体内からエネルギー発電機を取り出せる。指には傷口に塗り込められたシャドウの毒を探知する機能があり、体内にはシャドウの毒の解毒剤を合成したり、ロボットの電子頭脳を入れて読み取ったりする能力もある。オイル交換カプセルは腕に入れている。また、ビジンダーに不完全ながらも良心回路を取り付けたこともある。

### 01の仲間たち
アキラ
ハカイダー部隊に狙われる少年。実は、壊滅したダークの首領プロフェッサー・ギルの次男で、催眠術によって記憶を失っている。巨大ロボット「ジャイアントデビル」の心臓部の設計図が特殊インクによって、背中に刷り込まれている。この図面は水に反射させた光を当てることで現れる。ヒロシとも違和感なく、兄弟として接している。ヒロシ、ミサオとの3人になると命を狙われることもなくなり、狂言回しや顔見世のようなシーンが多くなり、物語の主軸から外れていく。
リエコ
アキラを影から守る女性。ダークではアキラの教育係をしていたが、ギルのようになることを恐れ、彼と共に基地から脱出した。変装の名人。イチローに好意を寄せるが、第24話で、自分が乳母代わりのアンドロイドであることを明かして爆死した。原作版のリエ子もロボットでありながら、そのことに気づいていなかったという設定である。
ヒロシ
第15話から登場した少年。ギルの長男で、アキラの2歳上。弟のアキラと同じく、ジャイアントデビルのボディ部分の設計図を背中に隠し持つ。アキラよりは男らしい性格。イチロー＝01を「アニキ」と呼ぶ。
ミサオ
ヒロシとともに、第15話から登場した女性。ダークではヒロシの教育係として働いていた。ダーク壊滅後はスリをしてヒロシとともにさまよっていた。「金持ちか悪人からしかスラない」というポリシーの持ち主で、生活費を稼いでいる。リエコほどではないが変装も得意。
リエコの死後は、アキラの世話もするようになる。
百地 頑太（）
甲賀流忍者「百地三太夫」の子孫を自称するフリーカメラマン。特ダネをものにしようとカメラを持ち歩いているが、いつも失敗しているドジな男。「やってみるもんねー」が口癖。イチローやアキラからは「ガンモ」と呼ばれ、そう呼ばれると怒る。前作『人造人間キカイダー』に登場した服部半平の、ギャグメーカーとしての後継キャラクター。第19話までの登場。
- 第1話オープニングでのクレジットでは、役名の「百地頑太」が出演者として誤表記されている。

ビジンダー
第30話から登場。大犯罪組織シャドウが、女子供に弱い01の性格を分析して作り上げた悪の人造人間で、華奢な見た目から想像できぬほど頑強であり、ゼロワンドライバーを受けても小破で済んだ。01と互角に渡り合えるほど、シャドウの人造人間の中では群を抜いた強さを持つ。
第31話でイチローによって「せめてジローと同等の心を持ってほしい」という思いから、イチローが用意した不完全な良心回路（悪の命令には良心回路も逆らえない時がある）を備え、その後は01と共にシャドウに立ち向かっていくことになる。
背中に背負った小型のハープを弓矢のようにして使う。必殺技は、胸から放つビジンダーレザー。他にも、ハカイダーを跳ね飛ばす威力があるビジンダーキック、空中回転からキックを決めるビジンダーシュート（第31話で使用）という技もある。ビジンダーレザーのエネルギーを使用することで飛行も可能。エネルギーのほとんどを使用することで、心臓が停止した人間を蘇生させるショック療法も可能（第44話で使用）。
01とビジンダーがエネルギーを合わせて放つブラストレザーは、第39話で空飛ぶ円盤を、第41話で空中戦艦を破壊した。01、キカイダー、ビジンダーの3人で手を繋ぎ、空中で風車のように回転して放つ超必殺技キカイダー・トリプル・サークラインの威力も絶大。
キメ口上は「この世に花のあるところ、私は花の中から躍り出て、悪に立ち向かうのよ！」（第41話）。
専用バイクのビジンダーマシーンはフロント部分にロケット弾を2門装備している。最終回以外では全く乗っておらず、また塗装以外はワルダーのマシンに似ている（造形的には再塗装である）。
マリ
ビジンダーの人間態。01を罠にはめるためにマリとしての人格はビジンダーとはやや異なって作られているようで、良心回路を搭載する以前から、（人間の）女性らしい慈愛の心を持つ。人間とロボットの間で苦悩することも多い。寒さに弱く、上着なしで寒い冬に一晩さらされるとエネルギー転換装置が耐えられず、停止してしまう。当初はレザー製の衣装だったが、第33話から布地のものに変更された。
その胸には小型水爆が内蔵されており、ブラウスの第3ボタンを外すと起爆装置が作動する。しかもうかつに水爆を外すと命に関わる。誤爆防止の安全装置も内蔵され、シャドウ基地から遠隔操作できるようになっている。ボタンを外す行動を起こさせる（周囲の人間に「胸を緩めて」と頼んでしまう）ために、体内に激痛回路が設置されていてシャドウ基地からの遠隔操作で何度か起動させられたが、後半はその存在が希薄になっていた。第45話にてワルダーの手により水爆は取り外され、エネルギー回路を与えられたことで命も助かった。このマリの上着の第三ボタンを外す描写は、長坂秀佳が「ポルノ的サスペンス」用に考えていたものであった。
- マリ役の志穂美悦子は当時「JAC」の新鋭であり、JAC主宰だった千葉真一の強い要望で起用されたこともあって、初登場回である第30話では、千葉自身が直々に志穂美の殺陣をつけている。

#### 前作から引き続き登場する01の仲間
詳しくは「人造人間キカイダー#登場キャラクター」を参照。
キカイダー
イチローの弟として、光明寺博士に製造された人造人間。01のピンチには度々登場し、キカイダー兄弟として活躍する（第3 - 9、11、12、14 - 20、25、26、46話に登場）。
01と力を合わせて、ダブルブラザーパワーという強力な光線技を放つが、この技はタイミングが狂えば自爆してしまう恐れがある。
01客演時に於けるキカイダーは前作の劇中で使われたタイツ地スーツ併用と違い、ビニールレザー製スーツを使用している（ただし、初期客演時ではアクション用布地スーツが併用されている）。
ジロー
キカイダーの人間態。ギターを持って颯爽と現れる。
ギルの笛を1000倍にパワーアップされ、（太陽光を遮断された）イチローとともにピンチに陥った際は2人で右手で握手し、左腕を交差させて2人同時に変身する「クロスボディ・ダブルチェンジ」という能力で切り抜けた（第6話）。初登場の第3話と第16話を除き「変身バンク」は省略されている（「チェンジ！」の掛け声とポーズの直後、キカイダーの姿に）。
前作と違い、変身前も本来はキカイダー変身後に乗用するサイドマシーンに乗っており、結果的に原作に近いスタイルになった（これはキカイダー変身前のジロー用に使用されていたサイドカーが01のダブルマシーンに流用改造されたため）。
25・26話のジローは過去映像の流用（声も代役）。
服部 半平
かつてジローと親交のあった私立探偵。第36、37話に出演し、ミサオのためにイチローに力を貸す。ハープとギターを同時に弾けるほど器用。初対面のイチローをジローと見間違えた。
光明寺博士
キカイダー兄弟の生みの親。第46話で、ロボット再生装置という新発明を携えて、スイスから帰国するが、シャドウに捕えられ、装置を強制的に作らされるが、シャドウの命運に大きく関わる仕掛けを装置に組み込んでいた。ラストシーンで、このシリーズのテーマをアキラたちに説いた。

### ハカイダー部隊
ダーク壊滅から3年後に現れたサイボーグロボット軍団。4体のハカイダーで構成されている。手下にはダークのアンドロイドマンを思わせるアンドロボットがいる。「ハイル・ハカイダー!」という宣誓を合言葉とし、世界征服に必要なジャイアントデビルの設計図を手に入れ完成させようとする。「ハカイダー四段攻撃」という連携技（第2話）で01を追い詰めるも、キカイダー兄弟の奮戦によって第10話で壊滅する。
ハカイダー四人衆
ハカイダー
怪物ロボットブラックドラゴンへと変身可能。四人衆のリーダーで、他の3体から「ボス」と呼ばれる（第7話）。
レッドハカイダー
怪物ロボット朱ムカデに変身可能（第6話）。
ブルーハカイダー
怪物ロボット青ワニに変身可能（第5話）。
シルバーハカイダー
怪物ロボット銀エビに変身可能（第4話）。
ガッタイダー
ハカイダー四人衆が合体したロボット（第7-9話）。
アンドロボット
ハカイダー部隊の雑兵アンドロイド。専用の工場で大量生産されている。自我は持たず（映像では感情があるような描写も見せた）、ハカイダー四人衆の命令のままに行動する。「イナズマナイフ」と呼ばれる槍状の爆弾を使って戦う。掛け声は「ハイル！」。
ハカイダーたちの脅しや八つ当たりでよく破壊されている。
プロフェッサー・ギル
前作の最終回で世界征服の野望をキカイダーに破られ、ダーク基地と運命を共にしたが、死後その脳がハカイダーの頭部に組み込まれることでハカイダーは復活。野望成就をハカイダーと二人の息子に託した。
ビッグシャドウによってハカイダー頭部の脳から記憶が呼び出された際は、ビッグシャドウの脅しに対してうろたえる姿を見せた。
のちに執念を亡霊と化し、現世に現れた際にはハカイダーを改造し、3倍にパワーアップさせている。

### 世界大犯罪組織シャドウ
ハカイダー部隊編末期より暗躍していた謎の組織。その正体は謎の怪人ビッグシャドウが率いるアンドロイドの犯罪組織。世界征服を目論んでおり、目的達成のためには手段を選ばない。シャドウ殺人部隊と呼ばれるロボット軍団を主戦力としている。月面基地まで持ち、ダーク、ハカイダー部隊をはるかに凌ぐ巨大組織である。
ビッグシャドウ
大犯罪組織シャドウの大首領。第10話から登場。人間の苦しむ様子に無上の喜びを感じ、コンピューター「ブラックサタン」による1000万人殺人計画などの冷酷な作戦を実行する。当初はシルエットのみの登場だったが、第20話で本体を現した。黒い仮面とマントをまとった怪人だが、その正体は不明。最終話で基地と運命を共にした。
シャドウナイト
第8話から登場したシャドウの初代大幹部。西洋風の甲冑と巨大な単眼が特徴。巨大な眼から放つ眼力破壊光線、複数の剣を投げつける攻撃、剣先から発射する破壊光弾デッドインパルスで01を苦しめる。壁を通り抜けたり、配下のロボットを瞬間移動させたりして撤退する能力を持つ（第9、10話）。専用のオープンカーを持つ。第27話で01に敗れ爆死。特定の人間態を持つが、シルクハットにアイマスク、カイゼル髭、タキシードに蝶ネクタイ（第8話のみシルクハットにサングラス、白いマスクにマフラー）という怪しい姿である。演じているのは、キカイダーのスーツアクター・三島剣技会の菊地敏明。
ザダム
第24話から登場。ビッグシャドウが月世界基地から呼び寄せた最高幹部。2体の悪魔型ロボットが横並びで合体したような姿をしている。武器は両手に持つ破壊弾を発射する三叉槍。地面に陥没を起こしたり、相手の片腕を外して本人を襲わせたりするなど、ロボットでありながらハカイダーを手懐けてしまうほどの強力な念力を持つが、念力遮断回路を組み込まれた01には効かなかった。テレポートも可能。当初は月世界で生まれたため、太陽光線の下では3分前後しか活動できないとされていたが、後半では昼間でも長時間行動するシーンが存在する。最終話では「ザダム分離術」で2体に分離してキカイダー兄弟と対峙した。普段は二つの声を重ねて話すが、分離時は別々に話す。それぞれブラストエンドとデンジエンドを受けて爆死。ロボット再生装置によって復活し、ザダム・ハカイダー三位一体攻撃を仕掛けるが、キカイダー兄弟とビジンダーのトリプルサークラインを受けて再び爆死した。
- 2名のスーツアクターが入った初めての等身大怪人となる。

ジャイアントデビル
ギルが設計した史上最大にして最強の人造人間、最終兵器である。町一つを破壊するデビルミサイルを頭部から発射する。この兵器を建造する使命を帯びたハカイダー部隊はまず心臓部の設計図が刷り込まれている少年アキラを手中に収めようとしたが、ことごとくキカイダー兄弟に妨害される。残ったギルハカイダーがシャドウと結託すると同時にその野望も引き継がれ、超エネルギー・ハイセリウムとヒロシの体に刷り込まれた頭部の設計図を手に入れたことによりほぼ完成状態となった。だが心臓部の完成目前にして、基地に乗り込んだキカイダー兄弟のダブルブラザーパワーによって破壊された。
- デザインモチーフは遮光器土偶。

シャドウ殺人部隊
シャドウの作戦を遂行するロボットたち。28話までのほとんどのロボットに背番号が書かれている。登場に際して背番号をコールされることもある。
- 動物や妖怪をモチーフにしたものが多い。また、着ぐるみ以外の姿のロボットも少なくない。石森によるデザイン画が存在するのは赤面ガメだけである。

シャドウマン（第11話 - ）
シャドウの戦闘員ロボット。変身能力を持ち、潜入工作も得意としている。エピソードによっては、ロボット独特の思考（多くの部分で人間と逆転した）が変身後もそのままであったため不審を持たれるなど、変身しきれない描写もあった。マスクはアンドロボットのマスクを再塗装したもので、武器も「イナズマナイフ」と同じ形状である。掛け声は「ギラ！」。
ワルダー
37話から登場。01を破壊するためにビッグシャドウが雇った謎の殺し屋ロボット。頭部に闘争回路を持つ剣術の達人。だが、自分が納得しなければ行動することはない。女子供には手出しすることができず何度もビジンダーや子供を助けている。善悪を見極めることができないため、「悪い奴に吠え、泥棒に噛み付き、善悪の判断をするもの」として犬に苦手意識を持つ。危機を救われたことから自分と同様に善悪の間で葛藤するビジンダー ＝ マリに恋情を抱いており、文通をしたこともある。武器の超槍銃は機関銃や分銅杖にもなり、刀も仕込まれている。敵を一刀両断するワルダーつばめ返しが必殺技。専用マシンとして最高時速350kmのワルダーマシーンを持ち、第41話ではビジンダーも搭乗した。また、横笛を愛用している。ワルダー家に先祖代々伝わるという刀・雷神村正と風神村雨を持つが、登場は1度だけで、武器として使ったのは雷神村正だけであった。
シャドウの雇われロボットという立場ながら自分に心を通わせる者を守るためなら時としてハカイダーやシャドウのロボットと対決することも辞さない。
エネルギー転換装置を二つ装備しているが、そのうちの一つは転換装置の壊れたビジンダーを助けるために譲った。人造人間の体内を透視する能力も持つ。エネルギー回路を失うと一週間しか生きられなくなる。第45話でビジンダーを救うべく自らのエネルギー回路と風神村雨を与えた（ただし風神村雨は01が浪人武士ロボット戦で使用した）後、ビジンダーに助けられた01に最後の勝負を挑み爆死した。

## キャスト

### レギュラー
- イチロー / キカイダー01 - 池田駿介
- ジロー / キカイダー - 伴大介（第3 - 9、11、12、14 - 20、25、26[17]、46話）
- マリ - 志穂美悦子（第30 - 46話）
- リエコ - 隅田和世（第1 - 24話）
- ミサオ - 松木聖（第15 - 38、40、42、46話）
- アキラ - 五島義秀（第1 - 32、35 - 36、39 - 42、46話）
- ヒロシ - 石井聖孝（第15 - 31、33、34、37、38、41、42、46話）
- 百地頑太 - 久里みのる（第1 - 14、16、19話）
- ビッグシャドウ - 八名信夫（第20 - 46話）

### 声の出演
※ナレーター以外は全てノンクレジット
- ハカイダー - 飯塚昭三
- レッドハカイダー - 大宮悌二（第1 - 9話）
- ブルーハカイダー - 和久井節緒（第2 - 9話）[注釈 5]
- シルバーハカイダー - 上田耕一（第1 - 10話）
- シャドウナイト - 今西正男（第8 - 16、20 - 22話）→ 清川元夢（第17 - 19話）→ 渡部猛（第23 - 27話）
- ビッグシャドウ - 緑川稔（第9 - 19話）
- ザダム - 鈴木泰明、細井雅男（第24 - 46話）
- ビジンダー / マリ（モノローグ） - 江川菜子（第30 - 46話）
- ワルダー - 渡部猛（第37 - 45話）
- ナレーター - 岡部政明

### ゲスト
- リエコの変装 - 津路清子（第1話）、武智豊子（第7話）、星清子（第14話）、須永かつ代（第15話）
- 久保伸子 - 金井由美（第4話）
- 久保ミドリ - 佐久間真由美（第4話）
- トラックの運転手（ブルーハカイダー人間態） - 佐藤晟也（第4話）
- 志村完造 - 轟謙二（第5話）
- 志村圭次 - 梅地徳彦（第5話）
- 湯山博士 - 轟謙二（第9話）
- マユミ - 斉藤浩子（第14話）
- プロフェッサー・ギル - 安藤三男（第14、16、19話）
- 山形博士 - 宇南山宏（第15話）
- 山形サチコ - 遠藤薫（第15話）
- パイロット - ユセフ・オスマン、ヘルムト・ベンケイ（第16話）
- 大貫 - 神田隆（第17話）
- 三田村由美子 - 宗方奈美（第20話）
- ケンジ - 小松陽太郎（第22話）
- ケンジの母 - 建部道子（第22話）
- 中西 - 山田禅二（第24話）
- 中西きくえ - 笠原玲子（第24話）
- 中西みどり - 広瀬隆子（第24話）
- かつら - 半田明子（第26、27話）
- ウォータジェット船の船長 - 轟謙二（第27話）
- 塾講師 - 轟謙二（第28話）
- 稲妻ヒカル - 川口真有美（第29話）
- 鳴神雷太 - 多和田聡（第29話）
- かおる - 小林さち子（第35話）
- サブ - 野口秀行（第35話）
- パン屋 - 相馬剛三（第35話）
- ミヨコ - 川越たまき（第35話）
- ミヨコの母 - 由起艶子（第35話）
- 服部半平 - 植田峻（第36、37話）
- 平賀源内 - 野々浩介（第36話）
- 役人 - 内田康比古（第36話）
- カピタン - エンゼル・アルテンパイ（第36話）
- 平賀源太郎 - 梅津昭典（第36話）
- 銭山平佐 - 平松慎吾（第36話）
- 六五郎 - 山田貴光（第36話）
- 現場監督（シャドウマン） - 潮健志（第40話）
- 桃子 - 柿崎澄子（第41話）
- 桃子の姉 - 小坂チサ子（第41話）
- 峠英介 - 千葉治郎（第43、44話）
- 行夫 - 宮田真（第43話）
- 平吉 - 轟謙二（第44話）
- 啓太 - 後藤健二（第44話）
- 光明寺博士 - 伊豆肇（第46話）

### スーツアクター
- キカイダー01 - 三橋幸男[18]
- キカイダー01[19]、キカイダー[19]、シャドウロボット[19] - 高橋健二
- キカイダー - 菊地敏昭
- ハカイダー部隊怪人態、ビジンダー - 宇都宮公久

## スタッフ
- 原作：石森章太郎
- コミカライズ連載：『テレビランド』『週刊少年サンデー』など（「#漫画版」参照）
- 企画：平山亨、吉川進（東映）
- 脚本：長坂秀佳、滝沢真理、押川国秋、島田真之、今村文人、曽田博久
- 音楽：渡辺宙明
- 演奏：スクリーン・ミュージック（第1 - 25話）
- 音楽制作：あんだんて（第26 - 46話[4]）
- スタントマン：高橋健二（JAC）
- オートバイスタントマン：室町健三
- 技斗：三島一夫
- 撮影：相原義晴
- 照明：石垣敏雄、吉岡伝吉
- 録音：織本道雄、佐藤修一
- 編集：松谷正雄、伊吹勝雄、成島一城、山口一喜
- 美術：森田ふみよし
- 記録：高橋扶佐緒
- 計測：斉藤健、中村文宣、渡辺忍
- 特撮：特撮研究所、藤井和文、中村英暉、鈴木昶、特効
- 助監督：青木弘司、稲垣信明、辻理、服部和史
- 進行：奈良場繁、山本康郎、橋本鉄雄
- オートバイ製作：カワサキオート販売
- 装置：紀和美建
- 現像：東映化学
- 協力：ホテル三日月、下関マリンホテル、行川アイランド、草津高原ホテルヴィレッジほか
- 監督：永野靖忠、畠山豊彦、今村農夫也、松村昌治
- NETプロデューサー：宮崎慎一
- 制作：NET、東映
- ノンクレジット
  - 選曲：石川孝
  - キャラクター制作：開米プロダクション、開米栄三
  - 特撮監督：矢島信男（特撮研究所）[20]
  - シャドウロボットデザイン：米谷佳晃[注釈 6]

## 音楽
前作『人造人間キカイダー』に引き続き、渡辺宙明が歌・BGMの作曲・編曲を担当した。主題歌の歌唱には、前作のオープニングのカヴァー版を歌った子門真人が採用された。本作品のために作られた挿入歌は存在しないが、前作のLPレコードの発売が番組終了に間に合わなかったため、前作のために作られた挿入歌が本作品名義のLPやコンパクト盤に収録され、その一部は本作品でも実際に使用された（「人造人間キカイダー#音楽」も参照）。
BGMにも前作からの流用があった。例えば、次回予告のBGMは第1話を除き、前作のエンディングテーマ「戦え!! 人造人間キカイダー」のカラオケが引き続き使用された。また、ハカイダー四人衆の登場場面では前作のダーク基地のBGMが使用された。
オープニング・エンディングの映像は新キャラクターが参入する度に部分的に変更された。
本作品のBGMが初めて商品化されたのは1980年で、日本コロムビアの「TVオリジナルBGMコレクション」シリーズの「人造人間キカイダー/キカイダー01」（CQ-7039）として、前作の分と併せて1枚のLPという形で発売された。同LPは後年、「ANIMEX 1200」シリーズでCD復刻された。

### 主題歌
オープニングテーマ「キカイダー01」
作詞：石森章太郎 / 作曲・編曲：渡辺宙明 / 歌：子門真人
第1 - 14、16、17、19、21 - 23、26、27、32、34話では挿入歌として使用された。

エンディングテーマ「01ロック」
作詞：八手三郎 / 作曲・編曲：渡辺宙明 / 歌：子門真人
第1、5、10、15、18話では挿入歌として使用された。

### 挿入歌
※挿入歌は全て前作『人造人間キカイダー』からの流用。

「ハカイダーの歌」（第1話）
作詞：石森章太郎 / 作曲・編曲：渡辺宙明 / 歌：水木一郎
「復刻! 東映まんがまつり 1973年夏」（「#映像ソフト化」を参照）に収録されている第1話で使用が確認できる。なお、カラオケ版は以後の話数でもハカイダー登場場面のたびに頻繁に用いられている。

「ぼくらのキカイダー」（第3 - 6、9、10、12、14 - 22、24、35、40、46話）
作詞：大船進、丘灯至夫 / 作曲・編曲：渡辺宙明 / 歌：コロムビアゆりかご会
『人造人間キカイダー』の挿入歌として作られた曲だが、むしろ本作品の戦闘場面で（特にダブル・キカイダーの競演時に）頻繁に使われた。

「キカイダーは行く」（第3、16、46話）
作詞：田中守、丘灯至夫 / 作曲・編曲：渡辺宙明 / 歌：子門真人、コロムビアゆりかご会

「誰かがうしろで」（第25話）
作詞：石森章太郎、丘灯至夫 / 作曲・編曲：渡辺宙明 / 歌：子門真人、コロムビアゆりかご会

「キカイダー子守歌」（第45話）
作詞 - 長坂秀佳、丘灯至夫 / 作曲・編曲 - 渡辺宙明 / 歌 - 子門真人

## 放送リスト
| 放送日        | 話数 | サブタイトル                  | 登場ロボット                                                                                           | 脚本     | 監督       |
| ------------- | ---- | ----------------------------- | --- | -------- | ---------- |
| 1973年5月12日 | 1    | 無敵!! 人造人間ゼロワン誕生!! | ― | 長坂秀佳 | 永野靖忠   |
| 5月19日       | 2    | ハカイダー四段攻撃とは何か!?  | ― | 長坂秀佳 | 畠山豊彦   |
| 5月26日       | 3    | 帰って来たジロー キカイダー   | ― | 長坂秀佳 | 畠山豊彦   |
| 6月2日        | 4    | 怪奇！幽霊ロボット消滅!?      | 銀エビ（声：渡部猛）                                                                                   | 長坂秀佳 | 畠山豊彦   |
| 6月9日        | 5    | 恐怖！青ワニ島で卵が笑う!!    | 青ワニ（声：依田英助） 朱ムカデ（声：大宮悌二）                                                        | 滝沢真里 | 永野靖忠   |
| 6月16日       | 6    | 魔術師対ゼロワンの秘密能力!!  | 朱ムカデ（声：大宮悌二、 人間態：宮口二郎）                                                            | 滝沢真里 | 永野靖忠   |
| 6月23日       | 7    | 落雷！機能低下のゼロワン直撃  | ブラックドラゴン（声：飯塚昭三） ガッタイダー（声：渡部猛）                                            | 長坂秀佳 | 永野靖忠   |
| 6月30日       | 8    | イチロー危機！四人衆合体!!    | ガッタイダー                                                                                           | 長坂秀佳 | 畠山豊彦   |
| 7月7日        | 9    | 大犯罪組織シャドウ出現の怪!!  | 赤面ガメ（声：大宮悌二）                                                                               | 長坂秀佳 | 畠山豊彦   |
| 7月14日       | 10   | 大首領ビッグシャドウの怪奇!?  | 赤面ガメ（声：大宮悌二）                                                                               | 長坂秀佳 | 畠山豊彦   |
| 7月21日       | 11   | 怪談 地下秘密基地の幽霊女     | 赤面ガメ 幽霊女（演：小磯マリ、声：京田尚子）                                                          | 長坂秀佳 | 今村農夫也 |
| 7月28日       | 12   | 怪談 墓場の化猫呪いの生首     | 化猫ロボット（声：渡部猛、人間態：木村有里）                                                           | 長坂秀佳 | 今村農夫也 |
| 8月4日        | 13   | 怪談 妖怪ロクロ首の挑戦!!     | シャドウロクロ（演：小山柳子、声：京田尚子）                                                           | 押川国秋 | 今村農夫也 |
| 8月11日       | 14   | 怪談 ギルの亡霊が地獄で呪う   | お岩フクロウ（声：島田彰）                                                                             | 長坂秀佳 | 永野靖忠   |
| 8月18日       | 15   | 爆発 ジャイアントデビルの秘密 | 死神ロボット（声：和久井節緒）                                                                         | 島田真之 | 永野靖忠   |
| 8月25日       | 16   | 恐怖！ミイラ男のニトロ爆弾    | シャドウミイラ（声：増岡弘） シャドウゴーレム（声：大宮悌二）                                          | 押川国秋 | 永野靖忠   |
| 9月8日        | 17   | 大巨篇!! 恐怖の巨人デビル始動 | コムソウドクロ（声：増岡弘）                                                                           | 長坂秀佳 | 畠山豊彦   |
| 9月15日       | 18   | 史上空前絶後!! 人造人間大爆発 | ジャイアントデビル（声：大宮悌二）                                                                     | 長坂秀佳 | 畠山豊彦   |
| 9月22日       | 19   | キングインデアン必殺の呪文!!  | キングインデアン（声・人間態：はやみ竜次）                                                             | 今村文人 | 畠山豊彦   |
| 9月29日       | 20   | 大狂乱 シャドウ首領の正体判明 | ― | 長坂秀佳 | 今村農夫也 |
| 10月6日       | 21   | 吸血の館 美人女子寮の恐怖!!   | 吸血コウモリ16号、17号、18号（声：大宮悌二）                                                           | 長坂秀佳 | 今村農夫也 |
| 10月13日      | 22   | 本日の特別授業は殺人訓練?!    | サソリストロング（声・人間態：梅津栄）                                                                 | 島田真之 | 今村農夫也 |
| 10月20日      | 23   | 悪魔のヒトデ女 人類絶滅寸前!! | シャドウ鬼ヒトデ1号（声：和久井節緒） シャドウ鬼ヒトデ2号（声：増岡弘） 秘密工作員（鬼ヒトデの分身態） | 押川国秋 | 畠山豊彦   |
| 10月27日      | 24   | 悪魔の業!? 地球ブタの惑星計画 | マッドピッグ104（声：岩名雅記） マッドピッグ105（声：竹内喬） ピッグマン                               | 長坂秀佳 | 畠山豊彦   |
| 11月3日       | 25   | 悪魔の子ザダム 月世界基地発進 | ― | 長坂秀佳 | 畠山豊彦   |
| 11月10日      | 26   | 南紀の死斗!! ザダム超能力発揮 | テングムササビ 地獄河童                                                                                | 長坂秀佳 | 今村農夫也 |
| 11月17日      | 27   | 秘境の激戦!! ザダムの地獄の罠 | 地獄河童、水爆河童（声：島田彰）                                                                       | 長坂秀佳 | 今村農夫也 |
| 11月24日      | 28   | 狂った町 恐怖の人魚姫大逆襲   | 人魚ロボット（声・人間態：小林千枝）                                                                   | 曽田博久 | 今村農夫也 |
| 12月1日       | 29   | 赤鬼 青鬼 恐怖の100億V!!      | ライジーン・プラス（声：清川元夢） ライジーン・マイナス（声：依田英助）                                | 曽田博久 | 永野靖忠   |
| 12月8日       | 30   | 悪魔？天使？ビジンダー出現!!  | 公害ナマズ（声：西尾徳、人間態：富田仲次郎）                                                           | 長坂秀佳 | 永野靖忠   |
| 12月15日      | 31   | 哀れ人造人間ビジンダー爆死    | ― | 長坂秀佳 | 永野靖忠   |
| 12月22日      | 32   | 地獄に呼ばれるビジンダー      | インクスミイカ（声：和田周、人間態：杉義一）                                                           | 長坂秀佳 | 畠山豊彦   |
| 12月29日      | 33   | 非情 子連れゴリラの涙・涙     | ビッグゴリラ（声：渡部猛） ミニゴリラ（声：青森伸） ビッグゴリラ2世（声：渡部猛）                      | 曽田博久 | 畠山豊彦   |
| 1974年1月5日  | 34   | 呪いの大時計 ビジンダー危機   | キチガイバト（声：和久井節緒）                                                                         | 長坂秀佳 | 畠山豊彦   |
| 1月12日       | 35   | 振袖娘ビジンダー地獄絵巻      | キモノドクガ（声：竹内喬）                                                                             | 長坂秀佳 | 今村農夫也 |
| 1月19日       | 36   | 四次元の怪 恐怖のタイム旅行   | シャドウ忍者部隊                                                                                       | 曽田博久 | 今村農夫也 |
| 1月26日       | 37   | 剣豪 霧の中から来たワルダー   | ― | 長坂秀佳 | 今村農夫也 |
| 2月2日        | 38   | 必殺の仕掛 血闘三つ巴！       | ― | 曽田博久 | 松村昌治   |
| 2月9日        | 39   | 強敵宇宙人は空飛ぶ円盤で来る  | 宇宙人ロボット（声：島田彰、増岡弘、益田哲夫）                                                         | 長坂秀佳 | 今村農夫也 |
| 2月16日       | 40   | 脱出!! 冷凍ビジンダー危機一髪 | ― | 曽田博久 | 松村昌治   |
| 2月23日       | 41   | 天下無敵 空中戦艦爆破!!       | サタン（声：岩名雅記）                                                                                 | 曽田博久 | 畠山豊彦   |
| 3月2日        | 42   | 同志討ち 火を噴く影法師銃     | 影法師ロボット ゼロワン影（声：益田哲夫） ビジンダー影 ワルダー影（声：細井雅男）                      | 長坂秀佳 | 畠山豊彦   |
| 3月9日        | 43   | ビジンダーに恋した若者        | アクアラングマン                                                                                       | 長坂秀佳 | 畠山豊彦   |
| 3月16日       | 44   | ビジンダーの美しく悲しき別れ  | ― | 長坂秀佳 | 今村農夫也 |
| 3月23日       | 45   | サムライワルダー暁に死す      | 浪人ロボット（演：三島一夫）                                                                           | 長坂秀佳 | 今村農夫也 |
| 3月30日       | 46   | よいこの友達 人造人間万才！   | ― | 長坂秀佳 | 今村農夫也 |

1973年9月1日は「ダブル世界タイトルマッチ」放送のため休止。

## 放送局
- NETテレビ：土曜 20:00 - 20:30
- 北海道テレビ：土曜 20:00 - 20:30[36]
- 青森テレビ：土曜 20:00 - 20:30[37]
- テレビ岩手：日曜 10:30 - 11:00[38]
- 秋田放送：木曜 17:30 - 18:00[39]
- 山形放送：火曜 16:30 - 17:00[40]
- 宮城テレビ：火曜 19:00 - 19:30 [41]
- 福島中央テレビ：火曜 18:00 - 18:30[42]
- 新潟総合テレビ：土曜 20:00 - 20:30
- 北日本放送：月曜 - 金曜 7:15 - 7:45[43]
- 福井放送：木曜 18:00 - 18:30[44]
- 信越放送 : 火曜 17:30 - 18:00 (1973年7月10日 - 9月25日[45])→ 金曜 17:15 - 17:45 (1973年10月5日 - 1974年5月31日[46])
- 名古屋テレビ放送：土曜 20:00 - 20:30
- 毎日放送：土曜 20:00 - 20:30
- 日本海テレビ：水曜 18:00 - 18:30
- 広島ホームテレビ：土曜 20:00 - 20:30
- 岡山放送
- 瀬戸内海放送：土曜 20:00 - 20:30
- 山口放送：火曜 18:00 - 18:30
- 九州朝日放送：土曜 20:00 - 20:30
- テレビ大分：土曜 20:00 - 20:30
- テレビ長崎 : 月曜 18:00 - 18:30
- テレビ宮崎：木曜 18:00 - 18:30 (1973年7月5日から放送[47])

## 劇場版
キカイダー01（1973年7月18日公開）
第1話のブローアップ版。東映まんがまつりの一編として上映。
「キカイダー01 DVD-BOX」には収録されなかったが、2007年12月7日に発売された「東映特撮ヒーロー THE MOVIE BOX」および、2009年10月21日発売の「東映特撮ヒーロー THE MOVIE Vol.2」に収録されている。

## 映像ソフト化
ハワイ版を除き、すべて東映ビデオより発売。
- ビデオ（VHS、セル・レンタル共通）は傑作選として、5巻・14話分を収録したものがリリースされている。
- 1994年6月21日から12月9日にかけて全話収録のLD-BOX（全3集）が発売された。
- 2005年7月21日に全話収録のDVD-BOXが発売された[49]。ニュープリント・コンポーネントマスター[49]。
- 2008年8月8日から11月21日にかけて単巻のDVDが発売された。全4巻の各2枚組で各巻12話（Vol.1のみ10話）収録。
- 2008年7月21日発売の「石ノ森章太郎 生誕70周年 DVD-BOX」に第1話が収録されている。
- 2011年10月21日発売の「復刻! 東映まんがまつり 1973年夏」（DSTD03431）に第1話のブローアップ版が収録されている。
- ハワイ版DVD-BOX
  - 地元のJNプロダクションにより、東映の許可のもと、日本版とは異なるDVD-BOXが発売された。日本版DVDにはない池田駿介、伴大介のインタビュー映像やカラオケ、ミュージッククリップなどが盛り込まれている。

## ネット配信
- 東映特撮YouTube Official…2011年12月26日 - 2012年6月3日、2019年9月10日 -2020年2月18日

## 漫画版
『別冊少年サンデー』『テレビランド』や小学館の学年別学習雑誌などで連載。
- よいこ　1973年6月号 - 1974年4月号　山田ゴロ[50]
- 幼稚園　1973年7月号 - 1974年4月号　山田ゴロ[50]
- 小学一年生 1973年6月号 - 1974年3月号　すがやみつる[50]
- 小学二年生 1973年6月号 二階堂旭、1973年7月号-1974年3月号 細井雄二[50]
- 小学三年生 1973年6月号 - 1974年3月号　制野秀一[50]
- 小学四年生 1973年6月号 - 1974年3月号　土山よしき[50]
- 小学五年生 1973年6月号 - 7月号　みやぞえ郁雄[50]
- 小学六年生 1973年6月号 - 8月号　斎藤あきら、1973年9月号 森正人[50]
- 小学館BOOK 1973年6月号 - 1974年3月号 細井雄二[50]
- 別冊少年サンデー 1973年6月号 - 12月号 蛭田充[50]
- テレビランド  1973年6月号 - 1974年4月号 土山よしき

## パチンコ遊興機
パチンコ台「CRキカイダー01」
2009年5月には西陣よりリリース。イチロー役の池田駿介は同機イベントシーンのために様々なセリフを新録音している（ハカイダーなどの他キャラクターは吹替）。同年4月3日には同機の制作発表会があり、池田はチェインジポーズや名ゼリフを披露。また、変身後のキカイダー01も登場した。この着ぐるみは2003年に催された三井グリーンランドにおけるアトラクションショー用に、キカイダー、ハカイダー、イナズマン、宇宙刑事ギャバン、宇宙刑事シャリバン、宇宙刑事シャイダーと共にレインボー造型企画によって新調されたものである。スーツはワンウェイ（オペコット）生地で、マスクも当時の物とは異なる新造型となっている。このスーツは後年、映画『オーズ・電王・オールライダー レッツゴー仮面ライダー』でも使用された。

## 関連作品
- キカイダー01 THE ANIMATION
- 人造人間ハカイダー
- KIKAIDER00
- スーパーヒーロー作戦
- スーパーヒーロー烈伝
  - キカイダー01のキャラクターが登場。ここでのワルダーはシャドウの卑怯な戦略を嫌い、キカイダー01たちを先導し、自らが犠牲となり罠を解除する。機能停止状態に陥るが、キカイダーによって修復され、また良心回路も組み込まれたことで悩みが消え、一行に加わる。
- スーパー特撮大戦2001
  - キカイダー01のキャラクターが登場するが、ギルハカイダーは登場しない。展開によってはワルダーが仲間に加わる。また、ジャイアントデビルは破壊されずに起動したため、主人公たちはジャイアントロボ（またはレッドバロン、ワンセブン）で対抗する。
- バトルフィーバーJ
  - 第45話で、2代目バトルコサック・神誠役の伴大介が、本作品のイチローのトランペットでの登場シーンを再現した（音楽も本作品の流用）。
- オーズ・電王・オールライダー レッツゴー仮面ライダー（2011年）
  - キカイダー01とキカイダーがイナズマン、快傑ズバットとともに登場し、ショッカーと手を組んだジェネラルシャドウと戦った。
- 石ノ森章太郎劇場（2010年6月 - 11月、東映チャンネル）
  - 本作品の再放送枠。第1話では、2010年6月11日に亡くなった池田駿介を悼むテロップが冒頭に表示された。
- レンジャーズストライク クロスギャザー
  - トレーディングカード。2010年6月下旬発売の第5弾に、本作品が収録されている。
- 仮面ライダー555
  - ラッキークローバーの初期メンバー4人のモチーフはハカイダー4人衆に由来する。